# Центральная (гостиница, Москва)
Гостиница «Центральная» — гостиница в центре Москвы, расположенная по адресу Тверская улица, 10.

## История

### Гостиница «Франция»

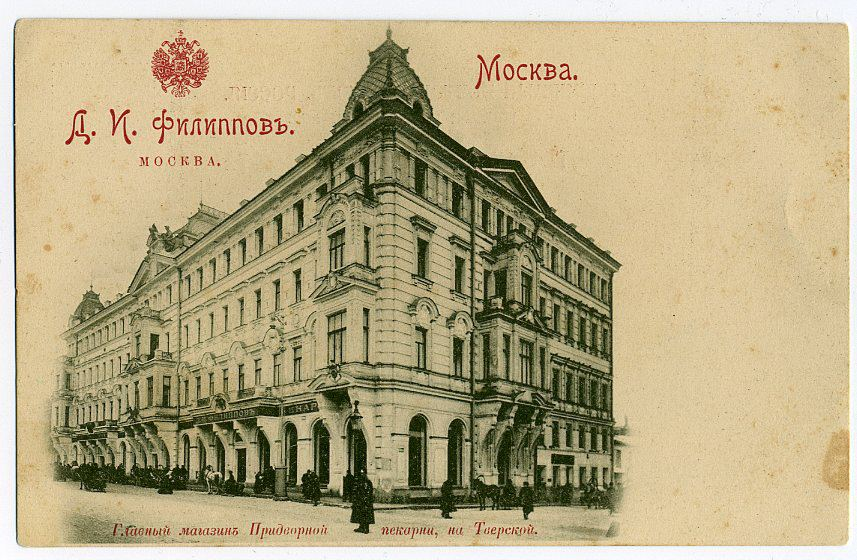
Центральная булочная на Тверской

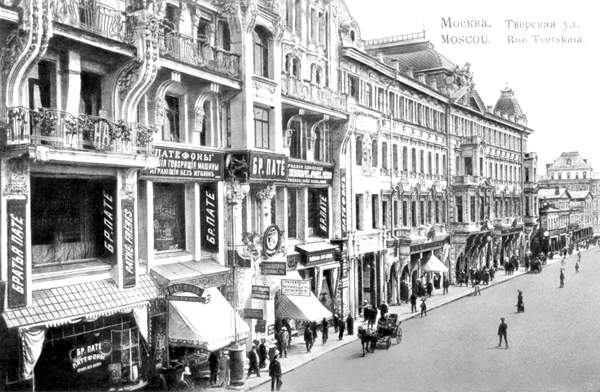
Дом Филиппова на заднем плане, за доходным домом Бахрушиных.

Гостиницу на 550 мест открыл под названием «Франция» в 1911 году Дмитрий Филиппов из династии булочников Филипповых. Гостиница была открыта в левой части здания, где располагалась булочная Филипповых. Здание является ценным градообразующим объектом. Это дом Филиппова с булочной, кондитерской и кофейной, построенный в 1885—1892 годах архитектором М. А. Арсеньевым.

### Гостиница «Люкс»
После Октябрьской революции 1917 г. гостиница была национализирована и названа «Люкс». В ней начали систематически селить коммунистов из разных стран, которые прибывали в Москву на конгрессы Коминтерна, а также коммунистических политических эмигрантов. Самую большую группу среди жителей гостиницы составляли немцы, среди которых были такие известные впоследствии политические деятели, как Вальтер Ульбрихт, Вильгельм Пик, Эрнст Тельман, Герберт Венер, Эрнст Рейтер. В этой гостинице также жил разведчик Рихард Зорге. В гостинице жили Чжоу Эньлай и Хо Ши Мин.
В 1934 году была надстроена. Проект реконструкции был выполнен архитектором Улиничем Б. Я.
Во время Большого террора 1937—1938 годов две трети коммунистов-эмигрантов из Германии, живших в СССР, были репрессированы. Из 1400 ведущих немецких коммунистов в СССР во время Большого террора погибло 178 (почти все они жили в гостинице «Люкс»).
Оставшиеся в гостинице «Люкс» немецкие коммунисты осенью 1941 году были эвакуированы в Уфу и в 1942 году снова поселились в гостинице. Они жили в гостинице до 1945 г., когда смогли вернуться на родину.

### Гостиница «Центральная»
В 1953 года гостиница получила название «Центральная».
В 2007 году Правительство Москвы одобрило проект реконструкции гостиницы. Проект предполагал создание в пятизвёздочного отеля с сохранением исторического фасада здания. За счёт сноса внутренних строений и застройки этого пространства планировалось увеличить площадь здания на 40 %. В новой гостинице хотели разместить на первом этаже булочную. Компания «Моспромстрой» планировала открыть гостиницу к 2015 году.
В 2015 году Стойкомплекс Москвы заявлял о том, что реконструкция будет завершена в 2018 году, заявлялось о том, что отель будет называться «Хилтон Москва Люксъ Отель Тверская». Проект реконструкции предусматривалт 220 номеров и 52 апартамента, общая площадь гостиничного комплекса — порядка 47 тыс. м². Реконструкцией занималась группа «Сафмар» семьи Михаила Гуцериева.

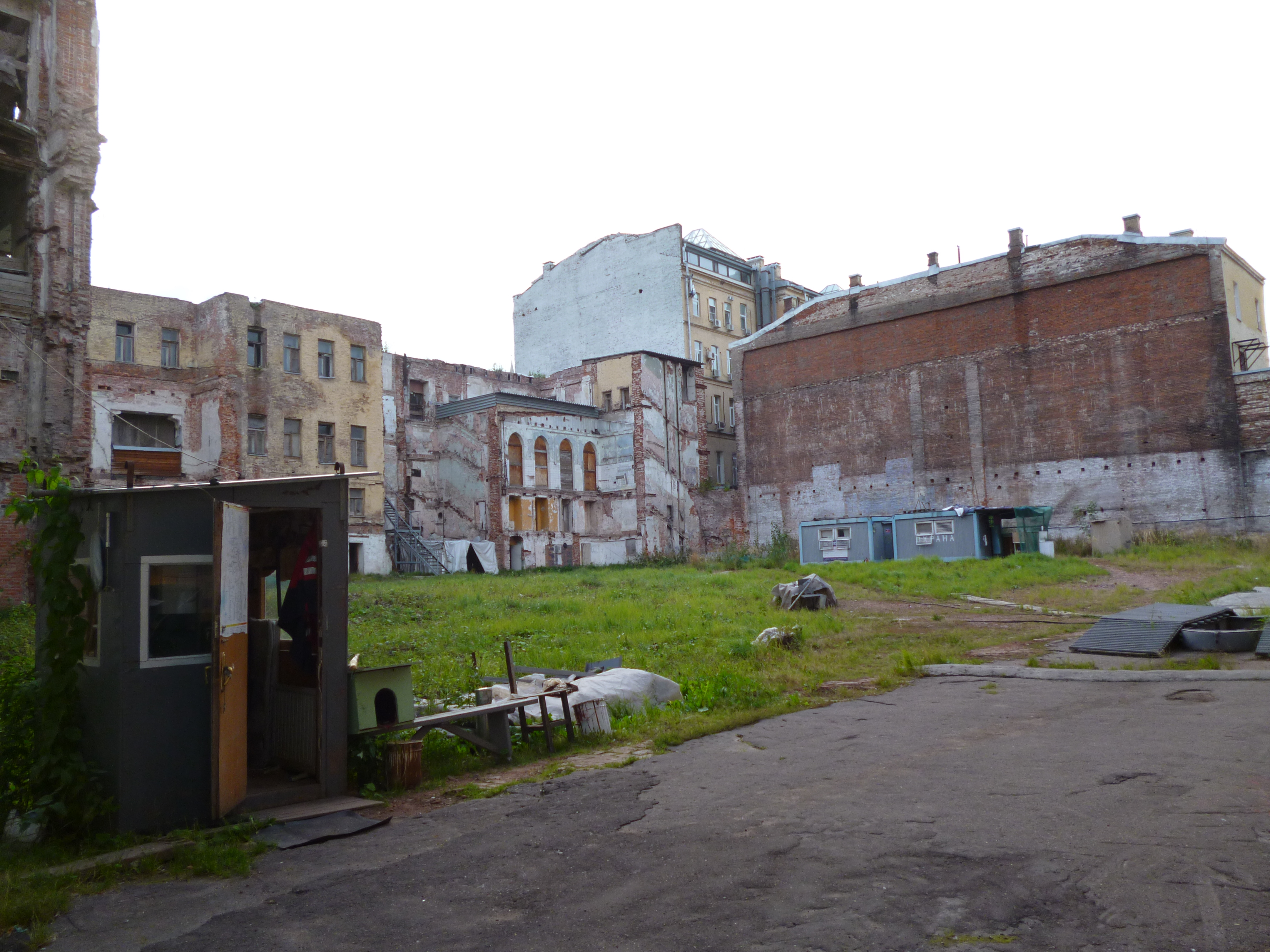
Вид со двора, 2015 год
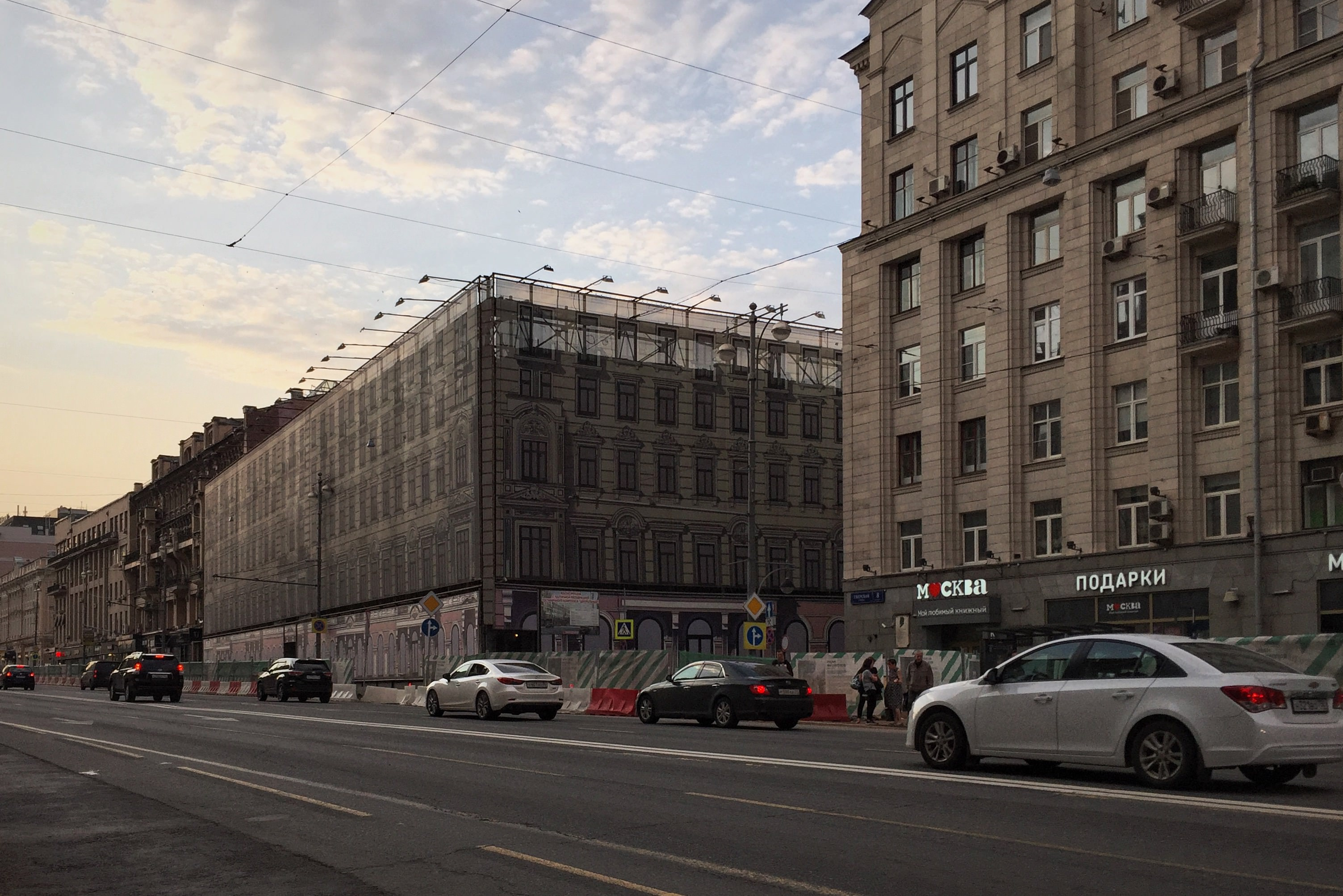
Здание в лесах и ширмах, 2016 год

В конце 2018 года стало известно, что группа «Сафмар» ищет покупателя на проект строительства отеля. В январе 2019 года состоялась продажа, новым собственником проекта «Люксъ Отель» стала кипрская Lizar Holdings Ltd, которую контролируют председатель совета директоров Магнитогорского металлургического комбината Виктор Рашников, его партнёр из Сирии Мануэл Надер Надер и IHI Holdings, владелец Corinthia Hotels Group (в России владеет пятизвёздочной гостиницей «Коринтия Невский Палас» в Санкт-Петербурге).